# 코르스뒤쉬드주
코르스뒤쉬드주(프랑스어: Corse-du-Sud, 코르시카어: Corsica suttana)는 프랑스의 주로, 코르시카 섬 남쪽에 위치한다. 주도는 아작시오이며 인구는 118,593명(1999년 기준), 면적은 4,014km2, 인구밀도는 29.5명/km2이다. 1975년 9월 15일 코르시카 섬에 있던 데파르트망을 두 개로 분할하면서 신설되었다.

## 인구
| 연도        | 인구    | ±% p.a. |
| ----------- | ------- | ------- |
| 1968        | 89,566  | —       |
| 1975        | 100,278 | +1.63%  |
| 1982        | 108,604 | +1.15%  |
| 1990        | 118,808 | +1.13%  |
| 1999        | 118,593 | −0.02%  |
| 2007        | 139,362 | +2.04%  |
| 2012        | 145,429 | +0.86%  |
| 2017        | 157,249 | +1.58%  |
| 출처: INSEE |         |         |

## 같이 보기
- 코르스뒤쉬드주의 캉통
- 코르스뒤쉬드주의 코뮌 목록
- 코르스뒤쉬드주의 아롱디스망